# Dirka po Franciji 1991
| Mesto | Ime                | Država   | Čas |              |
| ----- | ------------------ | -------- | --- | ------------ |
| 1     | Miguel Induráin    | Španija  |     | 101h 01' 20" |
| 2     | Gianni Bugno       | Italija  |     | 3' 36"       |
| 3     | Claudio Chiappucci | Italija  |     | 5' 56"       |
| 4     | Charly Mottet      | Francija |     | 7' 37"       |
| 5     | Luc Leblanc        | Francija |     | 10' 10"      |
| 6     | Laurent Fignon     | Francija |     | 11' 27"      |
| 7     | Greg LeMond        | ZDA      |     | 13' 13"      |
| 8     | Andrew Hampsten    | ZDA      |     | 13' 40"      |
| 9     | Pedro Delgado      | Španija  |     | 20' 10"      |
| 10    | Gérard Rué         | Francija |     | 20' 13"      |

Dirka po Franciji 1991 je bila 78. dirka po Franciji, ki je potekala leta 1991.

## Pregled
| Kategorije                          | Podatki      |
| ----------------------------------- | ------------ |
| Začetek-konec                       | Lyon - Pariz |
| Dolžina (km)                        | 3.914        |
| Število etap                        | 22           |
| Povprečna hitrost zmagovalca (km/h) | 38,747       |
| Kolesarjev                          | 198          |
| Tekmo končalo                       | 158          |